# Katherine (Arizona)
Katherine es un lugar designado por el censo ubicado en el condado de Mohave en el estado estadounidense de Arizona. En el Censo de 2010 tenía una población de 103 habitantes y una densidad poblacional de 8,61 personas por km².

## Geografía
Katherine se encuentra ubicado en las coordenadas 35°13′15″N 114°33′41″O / 35.22083, -114.56139. Según la Oficina del Censo de los Estados Unidos, Katherine tiene una superficie total de 11.97 km², de la cual 9.79 km² corresponden a tierra firme y (18.2%) 2.18 km² es agua.

## Demografía
Según el censo de 2010, había 103 personas residiendo en Katherine. La densidad de población era de 8,61 hab./km². De los 103 habitantes, Katherine estaba compuesto por el 98.06% blancos, el 0% eran afroamericanos, el 0.97% eran amerindios, el 0.97% eran asiáticos, el 0% eran isleños del Pacífico, el 0% eran de otras razas y el 0% pertenecían a dos o más razas. Del total de la población el 5.83% eran hispanos o latinos de cualquier raza.